# وادي مقاب
وادي مقاب هو أحد الأودية الواقعة بمنطقة جازان جنوب غرب السعودية. ويقع عليه مركز وادي مقاب التابع لمحافظة أبي عريش. يمر الوادي بعدد من القرى الجنوبية لمحافظة أبي عريش، ويتجه نحو الغرب حيث يمر بقرى الأساملة ومزهرة والعقدة.